# Aníbal Acevedo
Anibal Acevedo est un boxeur portoricain né le 28 avril 1971 à San Juan.

## Carrière
Il participe aux Jeux olympiques de Barcelone en 1992 dans la catégorie des poids welters et remporte la médaille de bronze.

### Parcours auxJeux olympiques
Jeux olympiques d'été de 1992 à Barcelone (poids welters) :
- Bat Harry Simon (Namibie) 13-11
- Bat Stefen Scriggins (Australie) 16-3
- Bat Francisc Vastag (Roumanie) 20-9
- Perd contre  Juan Hernandez Sierra (Cuba) 2-11

## Référence
1. ↑  (en) Résultats des Jeux olympiques 1992 (amateur-boxing.strefa.pl)